# 紫草楔孢黑粉菌
紫草楔孢黑粉菌（学名：Thecaphora lithospermi）是属于黑粉菌目黑粉菌科楔孢黑粉菌属的一种真菌，寄生在紫草属植物上。该种分布于中国。